# Mathangi Jagdish
Mathangi Rajshekar Jagdish es una cantante de playback india. Se hizo conocida tras interpretar la canción titulada "X Machi", que fue interpretada para una película de superéxito titulada "Ghajini".

## Biografía
Nació en Calcuta y se crio en Nueva Delhi, Mathangi y completó sus estudios en Delhi, su graduación se llevó a cabo en Bangalore y su maestría en Chennai. Además de continuar con su carrera como modelo en cortes publicitarios de una agencia multinacional, tuvo la oportunidad de cantar su primera canción en solitario titulado "Mani anju", para el director de música, Deva Ji, en la película titulada "Choklet" y a dúo con kokkara kara, con una canción titulada "giri giri", para la misma película. Debido a su educación ecléctica y capacidad de hablar otros idiomas como el hindi, inglés y tamil con fluidez, ella ha interpretado en más de 17 idiomas  durante su carrera.

## Carrera
En el 2011, ella formó parte de un espectáculo legendario denominado "Coke Estudio @ MTV", donde interpretó un tema musical titulado "Khilte Hain Gul Yahan", partes de la composición original de dicha canción, peretece a Tu Hai Yahaan y una tercera parte, en la que Sufi, reúne la música carnática junto a Tochi Raina. Esta pieza de fusión fue presentado en su primer episodio de "Coke Estudio @ MTV". Además de eso, ella era también participó en la promoción de la bebida Coca-Cola en vivo en dicho espectáculo, difundido para todo el país.
Durante los últimos 11 años, ella ha tenido el privilegio de cantar para los ganadores del Oscar como A. R. Rahman, Isai Gyani Illayaraja y sus hijos Yuvan Shankar Raja y Karthik Raja y su hija, Bhavadharini. También trabajó con directores de la categoría musical como Harris Jayraj, Vidhyasagar, Bharadwaj, SA Rajkumar, D Imman, Ramesh Vinayakam, Sabesh y Murali, Sirpi, Bharini, Dheena, Joshua Sridhar, Devi Sri Prasad y entre otros.